# Tuna Luso
Tuna Luso este un club de fotbal profesionist din Brazilia, cu sediul în Belém, capitala statului Pará, fondat la 1 ianuarie 1903. În prezent echipa concurează în Campionatul Braziliei Série D, al patrulea nivel al fotbalului brazilian, precum și în Campeonato Paraense, clasa de vârf a ligii de fotbal de stat din Pará.

## Istoria clubului
Tuna Luso a fost fondată inițial ca o formație muzicală. S-a întâmplat pentru că crucișătorul portughez Dom Carlos urma să viziteze portul Belém pe 12 noiembrie 1902. Unii tineri portughezi, cu reședința în oraș, au decis să înființeze o formație muzicală pentru a-și primi compatrioții. Numele pe care l-au ales trupei a fost Tuna Luso Caixeiral. Tuna înseamnă orchestră populară, Luso înseamnă portugheză, iar Caixeiral înseamnă angajat în comerț. Ulterior, clubul și-a schimbat numele în Tuna Luso Comercial, iar ani mai târziu și-a schimbat din nou numele, de data aceasta în Tuna Luso Brasileira. Clubul a început să intre în sport în 1906, când a deschis un departament de canotaj. Fotbalul a fost introdus în 1915, dar echipa a intrat pentru prima dată în campionatul de stat abia în 1933.
În 1937, Tuna Luso a câștigat primul său campionat de stat. În 1985, Tuna Luso a câștigat divizia a doua a campionatului național brazilian. În 1992, Tuna Luso a câștigat a treia divizie a campionatului național brazilian. Cei mai mari rivali ai Tuna Luso sunt Paysandu și Remo. Mascota clubului este un vultur.

## Palmares
| Campionatele Naționale                                                | Regionale |
| - Série B (1) : - Campioni : 1985. - Série C (1) : - Campioni : 1992. | - Campeonato Paraense 1 (10) : - Campioni : 1937, 1938, 1941, 1948, 1951, 1955, 1958, 1970, 1983, 1988 - Campeonato Paraense 2 (1) : - Campioni : 2020. |